# ريكاردو هيبر
ريكاردو ماتياس هيبر (28 سبتمبر 1927 - 14 أغسطس 2002)  هو لاعب رمي الرمح الأرجنتيني الذي تنافس في الألعاب الأولمبية الصيفية لعام 1948 وفي الألعاب الأولمبية الصيفية لعام 1952. حصل على المركز الأول في رمي الرمح في دورة الألعاب الأمريكية عام 1951 والمركز الثاني في رمي الرمح في دورة الألعاب الأمريكية عام 1955.

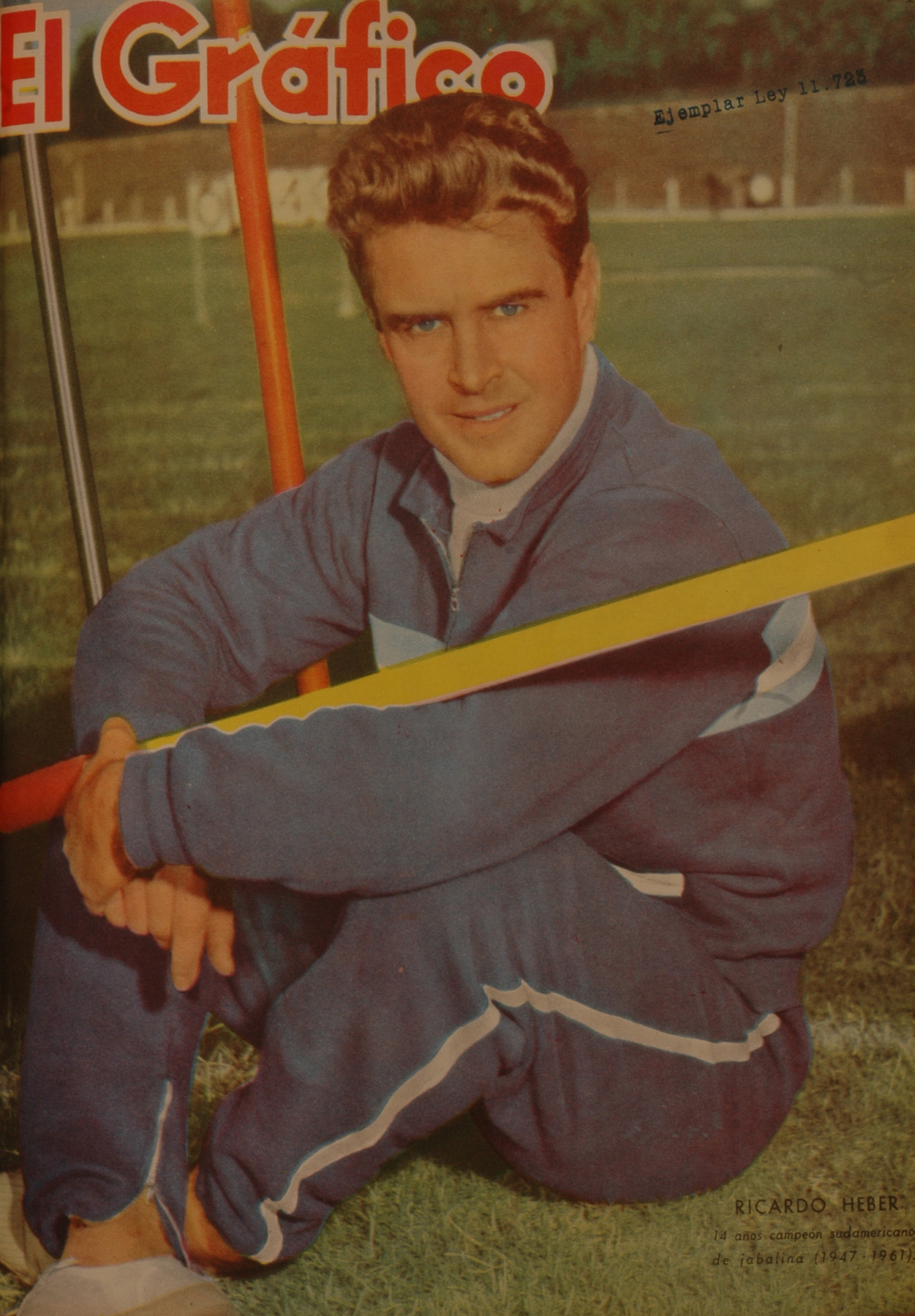
ريكاردو هيبر - إل جرافيكو 2181